# 池田祥規
池田 祥規（いけだ よしのり、男性、1973年7月5日 - ）は、日本の空手家・総合格闘家。福岡県北九州市出身。2003年より極真会館（松井派）城南目黒中央支部の支部長。極真会館日本代表ヘッドコーチを務める。また、極真会館（松井派）の公式大会における準主審判員資格を保有。

## 来歴
1986年に極真会館福岡支部に入門。
1992年4月に東京城西支部に移籍。
2003年1月に城南目黒中央支部支部長に就任。
2016年 より日本代表ヘッドコーチを務める。

### 空手
1994年 極真第11回全日本ウェイト制空手道選手権大会中量級 準優勝
1995年 極真第12回全日本ウェイト制空手道選手権大会中量級 準優勝
1996年 極真第6回全世界大会日本代表
1997年 極真第14回全日本ウェイト制空手道選手権大会中量級 優勝
1998年 極真第15回全日本ウェイト制空手道選手権大会軽重量級 4位
2000年 極真第32回全日本空手道選手権大会 ベスト16
2001年 極真第18回全日本ウェイト制空手道選手権大会軽重量級 優勝
同年 極真第33回全日本空手道選手権大会 6位
2003年 極真第20回全日本ウェイト制空手道選手権大会軽重量級 準優勝
同年 極真第8回全世界空手道選手権大会 ベスト32

### 総合格闘技
2005年8月20日、一撃で総合格闘技に初挑戦。同じ極真会館（松井派）のタスマニアンデビル（ミラン・ジュラスノヴィッチ）に左膝蹴りでKO勝利。
2006年3月15日、初参戦となったHERO'Sで所英男と対戦し、1R0分49秒、三角絞めによって気絶し一本負け。

## 戦績
| 総合格闘技 戦績 | 総合格闘技 戦績 | 総合格闘技 戦績 | 総合格闘技 戦績 | 総合格闘技 戦績 | 総合格闘技 戦績 | 総合格闘技 戦績 |
| --------------- | --------------- | --------------- | --------------- | --------------- | --------------- | --------------- |
| 4 試合          | (T)KO           | 一本            | 判定            | その他          | 引き分け        | 無効試合        |
| 1 勝            | 1               | 0               | 0               | 0               | 0               | 0               |
| 3 敗            | 1               | 1               | 1               | 0               | 0               | 0               |

| 勝敗 | 対戦相手           | 試合結果                            | 大会名                        | 開催年月日     |
| ×    | ISE                | 1R 4:32 TKO（右バックハンドブロー） | CAGE FORCE EX -eastern bound- | 2007年5月27日  |
| ×    | 美木航             | 5分2R終了 判定0-3                   | CAGE FORCE 01                 | 2006年11月25日 |
| ×    | 所英男             | 1R 0:49 三角絞め                    | HERO'S 2006                   | 2006年3月15日  |
| ○    | タスマニアンデビル | 2R 0:24 KO（左膝蹴り）              | 一撃 8.20 ICHIGEKI            | 2005年8月20日  |

## 選手データ
- HERO'S
- バウトレビュー
- SHERDOG